# Plebeia domiciliorum
Plebeia domiciliorum là một loài Hymenoptera trong họ Apidae. Loài này được Schwarz mô tả khoa học năm 1934.